# Code Geass (franquia)
Code Geass (コードギアス, Kōdo Giasu) é uma franquia de produtos contando uma história fictícia que engloba mangás, animes e jogos, escrito por Ichirō Ōkouchi. A principal história se baseia no anime Code Geass: Lelouch of the Rebellion.

## Enredo
A maioria das histórias giram em torno do estudante Lelouch Lamperouge, um jovem príncipe que na sua infância sofreu um atentado terrorista à sua casa, no qual morreu sua mãe e deixou sua irmã impossibilitada de andar e enxergar. Após isso ele teve que se mudar para um lugar chamado Área 11, que corresponde ao Japão depois de dominado pelo Império de Britannia, e recomeçar a sua vida. Alguns anos depois ele encontra uma garota misteriosa chamada C.C. que lhe dá um poder chamado Geass, que lhe permite dar ordens a qualquer ser humano, sendo impossível não obedece-las. E com esse poder ele resolve destruir o mundo em que vivia para construir um novo e mais gentil como idealizara sua irmã. A história se expande em diversos pensamentos filosóficos desde a paz forçada até a definição de justiça, discutindo as formas nas quais a sociedade atual se baseia e fazendo o telespectador pensar se o mundo onde vive é o certo.

## Knightmare Frames
Knightmare é uma palavra formada pela junção de duas outras, Knight e Nightmare, seria algo como "cavaleiro dos pesadelos", referindo a suas próprias armas; frame é uma palavra popular para máquinas Humanoides (com dois pés e dois braços) são máquinas de combates robóticas que foram criadas principalmente para reabastecer tanques de guerra e outros veículos de guerra. Os modelos de Knightmare Frame são produzidos pelo Império Britannico, quem confirmou seu design. No decorrer do anime, o Japão e outros países desenvolveram seus próprios Knightmare Frames para ganhar vantagem na luta contra a Britannia e contra a Ordem dos Cavaleiros Negros (Kuro no Kishidan). Assim prosseguindo com o enredo.

### Anime

O símbolo da Academia Ashford em muito se parece com uma flor-de-lis como esta.

## Mídias

### Mangá
Kadokawa Shoten publicou 4 adaptações de mangá de Code Geass, cada um contendo histórias alternativas. O primeiro, Code Geass: Lelouch of the Rebellion, por Majiko~!, focou no personagem principal da série, Lelouch Lamperouge. Ele foi originalmente distribuído pela Monthly Asuka, iniciando em Outubro de 2006, e lançando um volume único pela Asuka Comics DX em 26 de Dezembro de 2006.
O segundo, Code Geass: Suzaku of the Counterattack (コードギアス 反攻のスザク, Kōdo Giasu: Hankō no Suzaku), publicado na revista Beans, focou-se em Suzaku Kururugi. Escrito por Atsuro Yomino, conta uma alternativa realidade onde Knightmare Frames não existem. Vestindo uma roupa humana feita por Lloyd para aumentar suas habilidades físicas, Suzaku pega na identidade de Lancelot, um governo mascarado em lutadores criminosos e super-heróis. Oposto é a organização criminosa chamada de A Ordem dos Cavaleiros Negros.
Code Geass: Nightmare of Nunnally (コードギアス ナイトメア・オブ・ナナリー, Kōdo Giasu Naitomea Obu Nanarī), focado na irmã de Lelouch, Nunnally Lamperouge, foi publicado na Comp Ace e escrito por Tomomasa Takuma. Quando Lelouch perde no incidente no gueto de Shinjuku, Nunnally encontra uma entidade chamada Nemo, que recupera sua saúde e garante a ela a habilidade para usar o Knightmare Frame Mark Nemo. Usando ele, Nunnally tenta ver algumas verdades sobre seu irmão. Então suas ações alcançam o interesse da elite da Legião Estrangeira Especial Britânnica Irregular, que observam ela para capturar ou matá-la.
A mais recente adaptação de mangá, Code Geass: Tales of an Alternate Shogunate (幕末異聞録 コードギアス 反逆のルルーシュ, Bakumatsu Ibun Roku Kōdo Giasu Hangyaku no Rurūshu), foi publicado na Kerokero Ace. Essa história ocorre em 1853 com novos personagens. Os Navios Negros de Britannia aparecem no porto de Uraga. Alguns anos mais tarde, Lelouch Lamperouge (琉々朱・爛縁侍, Ruruushu Ranperuuji) — irmão da jovem garota chamada Nunnaly (那奈離, Nanari) — é o comandante militar da brigada chamada de Shinsengumi, formada sob as ordens de um Shogunato para lutar contra os Revolucionários Negros (黒の維新団, Kuro no Ishin Dan), um grupo rebelde liderado por um indivíduo misterioso que usa uma máscara e é chamado de Rei (零, lit. Zero). No fato, essas duas organizações a mesma, e eles buscam combates para ter poder no país de Britannia. Geass é uma habilidade para chamar e controlar armaduras chamadas de Nightmares (騎士銘亜, Naitomea). Lancelot (蘭須露斗, Ransurotto) é um Nightmare.
Um mangá chamado Code Geass: Renya of Darkness (コードギアス 漆黒の連夜, Kōdo Giasu: Shikkoku no Renya) começou a ser publicado em 2010 na Shōnen Ace.

### CDs
As músicas dos episódios, compostas por Kōtarō Nakagawa e Hitomi Kuroishi, foram lançadas em duas trilhas-sonoras. Ambas as trilhas foram produzidas por Yoshimoto Ishikawa e lançadas pela Victor Entertainment. A primeira teve lançamento no Japão em 20 de Dezembro de 2006, e a segunda em 24 de Março de 2007. As capas e encartes foram ambas ilustradas por Takahiro Kimura.

### Artbooks
Dois artbooks apresentando ilustrações da série, Code Geass Graphics Zero (ISBN 4048540793) e Code Geass Graphics Ashford (ISBN 4048540807), foram publicados no Japão. Coincidindo com o lançamento da segunda temporada de Code Geass foi publicado um outro artbook, Code Geass - Lelouch of the Rebellion Ilustration Rebels (ISBN 4048541692), que apresenta 134 peças de arte da primeira temporada. Outras 95 páginas chamadas Code Geass: Lelouch of the Rebellion - The Complete Artbook (ISBN 9784048541183) estão sendo publicadas. Em 2008 foi lançado  MUTUALITY: CLAMP works in Code Geass (ISBN 9784048542869)com 108 paginas com os desenhos originais do CLAMP feito para as duas séries.

### Rádios de Internet
Foi adaptada a série semanalmente em uma radio de internet, onde são transmitidos online no Portal BEAT☆Net Radio!, o primeiro, Code Geass: The Rebellion Diary (コードギアス はんぎゃく日記, Kōdo Giasu: Hangyaku Nikki), começou a ser transmitida em 6 de Outubro de 2006. Apresentando Sayaka Ohara (seiyū de Milly Ashford) e Satomi Arai (seiyū de Sayoko Shinazaki). O segundo, Code Geass - Yamayamas of the Rebellion (コードギアス 反逆の山々, Kōdo Giasu Hangyaku no Yamayama), foi primeiro transmitido em 12 de Dezembro de 2006, e foi hospedado por Jun Fukuyama (seiyū de Lelouch) e Noriaki Sugiyama (seiyū of Rivalz).